# Charles Clyde Ebbets
Charles Clyde Ebbets (Gadsden, 2 agosto 1905 – New York, 14 luglio 1978) è stato un fotografo statunitense.

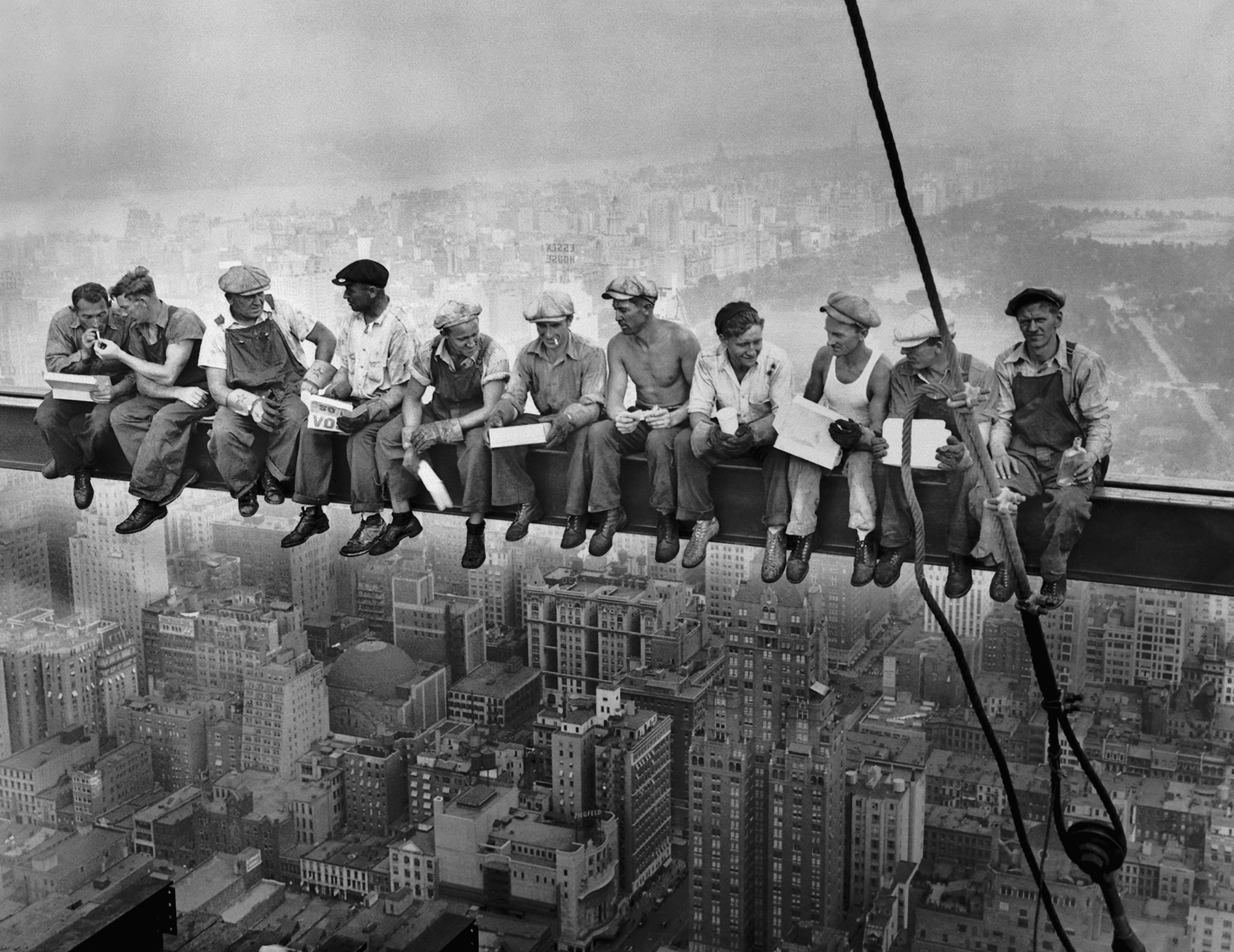
Lunch atop a Skyscraper

Fu probabilmente l'autore della celebre foto "Lunch atop a Skyscraper" del 1932. Morì di cancro all'età di 72 anni.